# Rhipidia (Eurhipidia) argema
Rhipidia (Eurhipidia) argema is een tweevleugelige uit de familie steltmuggen (Limoniidae). De soort komt voor in het Oriëntaals gebied.